# 舒高第
舒高第（1844年—1919年），英文名：Vung Pian Suvoong，字德卿，清末民国初中国基督教人物，著名翻译家。很多近现代中文科技词汇皆始由舒定夺。亦是中国最早获得美国研究生学位（postgraduate）者。

## 生平
生于大清宁波府慈谿县庄桥，父舒恺福信奉基督教，舒遂为基督信徒。早年随父迁居上海，入教会办的男童寄宿学校，随美籍教员学习英文、拉丁文、圣经等西方学科。1859年，随美籍传教士教员赴美国留学。在美先以医学为专业，1867年以全班第一成绩毕业。再入美国弗吉尼亚州神学院学习神学，1873年获神学博士学位。
回到上海后，因舒博通中西学问，获得办洋务的李鸿章重用。又受时任上海机器制造局总办李兴锐招揽，于1877年入上海广方言馆（又名上海同文馆），任英文教习，此后长达26年，培养了中国最早一代的外语外交人才。
1878年，兼任江南機器製造總局翻译馆翻译官，此后系统翻译西方书籍，凡逾200种，涵盖人文、地理、科学、工程等诸领域，代表了洋务运动时期中国西学的最高水准。舒在江南制造总局任翻译官长达34年，是四大翻译中的唯一一位中国人，另三位为英国传教士傅兰雅（John Fryer，1839—1828），美国传教士金楷理（Carl T. Kreyer，1839—1914）、林乐知（Young John Allen，1836—1907）。
舒因在美国系统学习过西医，在上海亦有行医，专精五官科，据美国长老会传教士范约翰1880年回忆录称舒的医术在远东当时“无人能比”。舒亦在上海创办聋哑学校。

## 家庭
舒氏后人中名人众多，其中：
- 长子舒厚仁是医学家。
- 四子舒厚德是中华民国军事人物[1]。
- 八子舒鸿是中国“奥运第一哨”[3][4]。